# ТЕС Читтагонг (Energypac)
22°20′2″ пн. ш. 91°52′33″ сх. д. / 22.33389° пн. ш. 91.87583° сх. д.
ТЕС Читтагонг (Energypac) – теплова електростанція південному сході Бангладеш, створена компанією Energypac Power Generation Limited.
В 21 столітті на тлі стрімко зростаючого попиту у Бангладеш почався розвиток генеруючих потужностей на основі двигунів внутрішнього згоряння, які могли бути швидко змонтовані. Зокрема, в 2015-му поблизу Читтагонга (на протилежному від нього березі річки Карнафулі) почала роботу електростанція компанії Energypac, яка має 16 генераторних установок Rolls Royce Engine B32:40-V16A потужністю по 7 МВт (номінальна потужність майданчику рахується як 108 МВт). У 2018/2019 році фактична чиста паливна ефективність ТЕС становила 43%.
Як паливо станція використовує нафтопродукти. 
Видача продукції відбувається по ЛЕП, розрахованій на роботу під напругою 132 кВ.
Можливо відзначити, що в цей період на лівобережжі Карнафулі з'явились й інші подібні станції, створені компаніями Acorn, Anlima Energy, United Anwara та Baraka.